# María Castro
María Castro Jato, född 30 november 1981 i Vigo i Pontevedra i Galicien, är en spansk skådespelerska. Hon utövade rytmisk gymnastik från 6 års ålder till 17 års ålder. Hon har även vunnit det galiciska mästerskapet i gymnastik.